# Microsoft Start
Microsoft Start，曾用名“Microsoft新聞”（英語：Microsoft News），是一個由微軟公司推出的新闻聚合服务軟件，該服務提供來自於其他媒體的新闻報道。该軟件有热门新闻、美国、世界、政治、金钱、科技、娱乐、观点、体育和犯罪等栏目，以及其他杂项新闻。它允许用户设置自己喜欢的主题和消息来源，通过提醒来接收突发新闻的通知，并改变字体大小以使文章更易阅读。